# Gårekneet
Gårekneet (norwegisch für Wellenknie) ist ein Gebirgskamm im ostantarktischen Königin-Maud-Land. In der Payergruppe der Hoelfjella ragt er 5 km südlich des Nunataks Gårenevkalven auf. 
Luftaufnahmen entstanden bei der Deutschen Antarktischen Expedition (1938–1939) unter der Leitung Alfred Ritschers. Norwegische Kartographen, die den Gebirgskamm auch deskreptiv benannten, kartierten ihn anhand von Vermessungen und weiterer Luftaufnahmen der Dritten Norwegischen Antarktisexpedition (1956–1960).